# Linia kolejowa Praha – Kolín
Linia kolejowa Praha – Kolín rozpoczyna swój bieg w Pradze, natomiast jej koniec umiejscowiony jest na stacji Kolín.